# ملکه مرموز
ملکه مرموز (انگلیسی: Queen of Mystery; کره‌ای: 추리의 여왕) یک مجموعه تلویزیونی کره جنوبی با بازی چوی کانگ هی و کوان سانگ وو است. فصل اول این مجموعه از ۵ آوریل تا ۲۵ مه ۲۰۱۷، روزهای چهارشنبه و پنجشنبه ساعت ۲۲:۰۰ (کی‌اس‌تی) از کی‌بی‌اس۲ برای ۱۶ قسمت پخش شد. فصل دوم از ۲۸ فوریه تا ۱۹ آوریل ۲۰۱۸، روزهای چهارشنبه و پنجشنبه ساعت ۲۲:۰۰ (کی‌اس‌تی) برای ۱۶ قسمت پخش شد.

## مرور کلی
| فصل | قسمت‌ها | قسمت‌ها | تاریخ اصلی روی آنتن رفتن | تاریخ اصلی روی آنتن رفتن | زمان پخش                               | میانگین آمار بینندگان (میلیون) |
| فصل | قسمت‌ها | قسمت‌ها | اولین بار                | آخرین بار                | زمان پخش                               | میانگین آمار بینندگان (میلیون) |
| --- | ------ | ------ | ------------------------ | ------------------------ | -------------------------------------- | ------------------------------ |
| ۱   | ۱۶     | ۱۶     | ۵ آوریل ۲۰۱۷             | ۲۵ مه ۲۰۱۷               | دوشنبه و سه‌شنبه ساعت ۲۱:۳۰ (کی‌اس‌تی)    | —                              |
| ۲   | ۱۶     | ۱۶     | ۲۸ فوریه ۲۰۱۸            | ۱۹ آوریل ۲۰۱۸            | چهارشنبه و پنجشنبه ساعت ۲۲:۰۰ (کی‌اس‌تی) | —                              |

## بازیگران

### اصلی
- چوی کانگ هی در نقش یو سول اوک (سو یو)
- کوان سانگ وو در نقش‌ها وان سونگ (وارن نا)
- لی وون-گون در نقش هونگ جون اوه (گلو هونگ) (فصل ۱)
- شین هیون بین در نقش جونگ جی وون (شانون جونگ) (فصل ۱)

### بازیگران مکمل

#### فصل ۱

##### اطرافیان سول اوک
- کیم هیون سوک در نقش کیونگ می
- شیم وان جون در نقش کارآگاه کو
- یون هی سوک در نقش کیم هو چول، شوهر سول اوک
- جون سو-جین در نقش کیم هو سون
- پارک جون گیوم در نقش پارک کیونگ سوک

#### اطرافیان وان سونگ
- آن گیل-کانگ در نقش به کوانگ ته
- کیم مین جه در نقش لی دونگ گی
- جانگ گوانگ در نقش ها جه هو
- یانگ ایک-جون در نقش جانگ دو جانگ

#### فصل ۲
- پارک بیونگ-اون در نقش وو سونگ ها[۹]
- کیم هیون سوک در نقش کیم میونگ می[۹][۱۰]
- لی دا-هی در نقش جونگ هی یون / سو هیون سو[۱۱]
- کیم ته وو در نقش ها جی سونگ
- پارک جی ایل در نقش کانگ بو گوک